# Daniel Barlaser
Daniel Tan Barlaser (18 de enero de 1997) es un futbolista profesional inglés que juega en la Championship para el Middlesbrough como centrocampista.

## Carrera
Viviendo en Rowlands Gill, Barlaser empezó su carrera en el equipo local juvenil Swalwell Juniors así como jugando para el Hookergate Comprehensive School Football Team donde fue educado antes de firmar un contrato por el Newcastle United Academy en 2006.
Después de entrenar con el primer equipo, Fue elegido para jugar de titular por el entrenador Rafa Benítez el 18 de enero de 2017 cuándo ganaron por 3-1 en la FA Cup contra elBirmingham City. Continuó su recorrido en el equipo cuándo jugó contra el Oxford United perdiendo por 3-0.
Barlaser hizo su debut en el EFL Cup en agosto de 2017 contra el Nottingham Forest, un partido que perdieron 3–2 después de la prórroga.
El 19 de enero de 2018, Daniel anunció su cesión al Crewe Alexandra hasta el fin de la temporada, e hizo su debut con el Crewe en liga en un partido en casa contra Wycombe Wanderers el 20 de enero de 2018, entrando como suplente en la segunda parte. El 9 de abril de 2018, el período de cesión finalizaba y y Barlaser regresaría a Newcastle con apenas  cuatro partidos en el Crewe, donde todos jugó como suplente.
En julio de 2019, Newcastle United anunció que Barlaser extendería su contrato con el equipo y se iría cedido Rotherham United en una cesión durante la temporada 2019-20.
El 2 de octubre de 2020, Barlaser completó un fichaje permanente a Rotherham United por un valor sin revelar, en un contrato de tres años.

## Carrera internacional
A pesar de nacer en Inglaterra, Barlaser estaba cualificado para jugar con Turquía a través de su padre. En su juventud internacional para la Federación de Fútbol turca jugó en las categorías sub-16 y sub-17.
El 1 de junio de 2015, Barlaser fue convocado por Inglaterra sub-18.

## Estadística de carrera
| Club                          | Temporada     | Liga           | Liga     | Liga  | FA Cup   | FA Cup | League Cup | League Cup | Otro     | Otro  | Total    | Total |
| Club                          | Temporada     | División       | Partidos | Goles | Partidos | Goles  | Partidos   | Goles      | Partidos | Goles | Partidos | Goles |
| ----------------------------- | ------------- | -------------- | -------- | ----- | -------- | ------ | ---------- | ---------- | -------- | ----- | -------- | ----- |
| Newcastle United              | 2016–17       | Championship   | 0        | 0     | 2        | 0      | 1          | 0          | 0        | 0     | 3        | 0     |
| Newcastle United              | 2017-18       | Premier League | 0        | 0     | 0        | 0      | 0          | 0          | 0        | 0     | 0        | 0     |
| Newcastle United              | Total         | Total          | 0        | 0     | 2        | 0      | 1          | 0          | 0        | 0     | 3        | 0     |
| Crewe Alexandra (préstamo)    | 2017-18       | League One     | 4        | 0     | 0        | 0      | 0          | 0          | 0        | 0     | 4        | 0     |
| Accrington Stanley (préstamo) | 2018–19       | League One     | 39       | 1     | 4        | 1      | 0          | 0          | 2        | 1     | 45       | 3     |
| Rotherham United (cesión)     | 2019–20       | League One     | 27       | 2     | 3        | 0      | 2          | 0          | 3        | 0     | 35       | 2     |
| Rotherham United              | 2020-21       | Championship   | 29       | 3     | 1        | 0      | 0          | 0          | 0        | 0     | 30       | 3     |
| Total carrera                 | Total carrera | Total carrera  | 99       | 6     | 10       | 1      | 3          | 0          | 5        | 1     | 117      | 8     |

1. ↑  «Apariciones en 2018-2019 EFL Trophy».
2. ↑  «Apariciones en 2019-2020 EFL Trophy».